# 巴克斯 (阿拉巴馬州)
巴克斯（英語：Bucks）是一個位於美國阿拉巴馬州莫比爾縣的非建制地區和人口普查指定地區。根據2010年美國人口普查，該地人口為32人，而該地的面積約為1.10平方千米。

## 地理
巴克斯的座標為31°01′7.2″N 88°01′27.07″W / 31.018667°N 88.0241861°W，而該地最高點為海拔高度15米（即49英尺）。